# Рио Верд (Аризона)
Рио Верд (енгл. Rio Verde) насељено је место без административног статуса у америчкој савезној држави Аризона.

## Демографија
По попису из 2010. године број становника је 1.811, што је 392 (27,6%) становника више него 2000. године.
| Група             | 2000.         | 2010.         |
| Белци             | 1.411 (99,4%) | 1.791 (98,9%) |
| Афроамериканци    | 0 (0,0%)      | 3 (0,2%)      |
| Азијати           | 2 (0,1%)      | 7 (0,4%)      |
| Хиспаноамериканци | 4 (0,3%)      | 8 (0,4%)      |
| Укупно            | 1.419         | 1.811         |